# Bộ trưởng Lục quân Hoa Kỳ

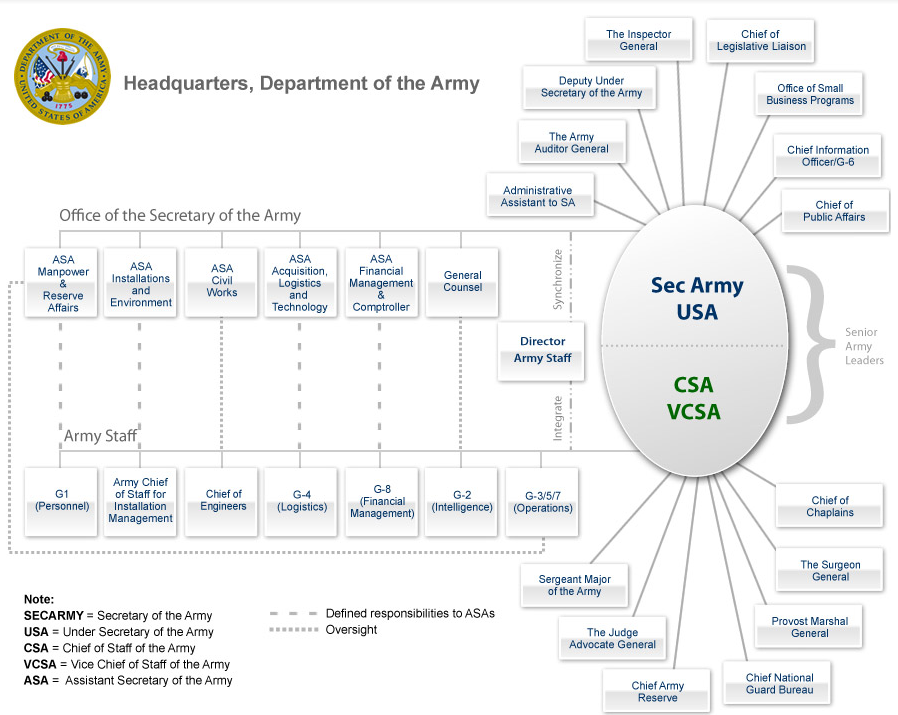
Sơ đồ biểu thị tổ chức Văn phòng Bộ trưởng Lục quân Hoa Kỳ và mối liên quan của nó với Bộ tham mưu Lục quân Hoa Kỳ.

Bộ trưởng Lục quân Hoa Kỳ (United States Secretary of the Army) là một viên chức dân sự trong Bộ Quốc phòng Hoa Kỳ, theo luật, có trách nhiệm về tất cả các vấn đề có liên quan đến Lục quân Hoa Kỳ: nhân lực, nhân sự, các vấn đề trừ bị, các cơ sở căn cứ, các vấn đề về môi trường, các hệ thống vũ khí và mua sắm quân trang, thông tin, và quản lý tài chính. Bộ trưởng được Tổng thống Hoa Kỳ đề cử và phải được Thượng viện Hoa Kỳ xác nhận với tỉ lệ đa số phiếu mới được bổ nhiệm. Bộ trưởng Lục quân Hoa Kỳ là một chức vụ không nằm trong Nội các Hoa Kỳ, phục vụ dưới quyền của Bộ trưởng Quốc phòng Hoa Kỳ. Chức vụ này được thiết lập ngày 18 tháng 9 năm 1947 khi Bộ Chiến tranh Hoa Kỳ trở thành Bộ Lục quân Hoa Kỳ và trở thành một bộ quân chủng nằm dưới Bộ Quốc phòng mới được thành lập.
Ban lãnh đạo cao cấp của Lục quân Hoa Kỳ gồm có hai viên chức dân sự - đó là Bộ trưởng Lục quân và Thứ trưởng Lục quân Hoa Kỳ - và hai sĩ quan quân sự - đó là Tham mưu trưởng Lục quân Hoa Kỳ và Phó Tham mưu trưởng Lục quân Hoa Kỳ.
Bộ trưởng có trách nhiệm cố vấn Bộ trưởng Quốc phòng Hoa Kỳ và ngành hành pháp của chính phủ liên bang Hoa Kỳ về khả năng và nhu cầu của Lục quân Hoa Kỳ để thực thi các sứ mệnh của mình. Bộ trưởng đệ trình và làm rõ các chính sách, kế hoạch, chương trình, và ngân sách đến Bộ trưởng Quốc phòng, ngành hành pháp, và Quốc hội Hoa Kỳ. Bộ trưởng cũng công bố các chính sách, kế hoạch, chương trình, khả năng và thành tựu của Lục quân Hoa Kỳ đến công chúng. Khi cần thiết, Bộ trưởng triệu tập các cuộc họp với ban lãnh đạo cao cấp của Lục quân để bàn thảo các vấn đề, vạch ra hướng đi, và tiếp thu ý kiến đóng góp. Trách nhiệm khác của Bộ trưởng Lục quân Hoa Kỳ là điều hành các nhân viên dân sự giúp việc trong các chương trình của mình.
Văn phòng của Bộ trưởng gồm có Thứ trưởng Lục quân Hoa Kỳ, các trợ tá, trợ tá hành chính, tổng cố vấn, tổng thanh tra, trưởng phòng liên lạc Quốc hội, và ủy ban chính sách đặc trách các lực lượng trừ bị lục quân. Các văn phòng khác có thể được lập theo luật hay theo lệnh của Bộ trưởng.
Kenneth Claiborne Royall, Bộ trưởng Chiến tranh cuối cùng, trở thành Bộ trưởng Lục quân Hoa Kỳ đầu tiên khi Đạo luật Quốc phòng Quốc gia 1947 có hiệu lực và là Bộ trưởng Lục quân Hoa Kỳ cuối cùng còn nằm trong Nội các Hoa Kỳ. Bộ trưởng hiện thời là Mark Esper, nhậm chức ngày 20 tháng 1 năm 2017.

## Danh sách các bộ trưởng theo thời gian
| Ảnh | Họ, tên                   | Nhiệm kỳ                 | Phục vụ thời tổng thống            |
| --- | ------------------------- | ------------------------ | ---------------------------------- |
|     | Kenneth Claiborne Royall  | 18/9/1947 – 27/4/1949    | Harry S. Truman                    |
|     | Gordon Gray               | 28/4/1949 – 12/4/1950    | Harry S. Truman                    |
|     | Frank Pace                | 12/4/1950 – 20/01/1953   | Harry S. Truman                    |
|     | Earl D. Johnson quyền     | 20/01/1953 – 04/02/1953  | Dwight D. Eisenhower               |
|     | Robert T. Stevens         | 0 4/02/1953 – 21/7/1955  | Dwight D. Eisenhower               |
|     | Wilber M. Brucker         | 21/7/1955 – 19/01/1961   | Dwight D. Eisenhower               |
|     | Elvis Jacob Stahr Jr.     | 24/01/1961 – 30/6/1962   | John F. Kennedy                    |
|     | Cyrus Roberts Vance       | 05/7/1962 – 21/01/1964   | John F. Kennedy, Lyndon B. Johnson |
|     | Stephen Ailes             | 28/01/1964 – 01/7/1965   | Lyndon B. Johnson                  |
|     | Stanley R. Resor          | 02/7/ 1965 – 30/6/1971   | Lyndon B. Johnson, Richard Nixon   |
|     | Robert F. Froehlke        | 01/7/1971 – 14/5/1973    | Richard Nixon                      |
|     | Howard H. Callaway        | 15/5/1973 – 03/7/1975    | Richard Nixon, Gerald Ford         |
|     | Norman R. Augustine quyền | 03/7/1975 – 05/8/1975    | Gerald Ford                        |
|     | Martin R. Hoffmann        | 05/8/1975 – 20/01/1977   | Gerald Ford                        |
|     | Clifford Alexander Jr.    | 14/02/1977 – 20/01/1981  | Jimmy Carter                       |
|     | Percy A. Pierre quyền     | 21/01/1981 – 29/01/1981  | Jimmy Carter                       |
|     | John O. Marsh Jr.         | 30/01/1981 – 14/8/1989   | Ronald Reagan, George H. W. Bush   |
|     | Michael P. W. Stone       | 14/8/1989 –20/01/1993    | George H. W. Bush                  |
|     | John W. Shannon quyền     | 20/01/1993 – 26/8/1993   | Bill Clinton                       |
|     | Gordon R. Sullivan quyền  | 28/8/1993 – 21/11/1993   | Bill Clinton                       |
|     | Togo D. West Jr.          | 22/11/1993 – 04/5/1997   | Bill Clinton                       |
|     | Robert M. Walker quyền    | 02/12/1997 – 01/7/1998   | Bill Clinton                       |
|     | Louis Caldera             | 02/7/1998 – 20/01/2001   | Bill Clinton                       |
|     | Gregory R. Dahlberg quyền | 20/01/2001 – 04/3/2001   | George W. Bush                     |
|     | Joseph W. Westphal quyền  | 05/3/2001 – 31/5/2001    | George W. Bush                     |
|     | Thomas E. White           | 31/5/2001 – 09/5/2003    | George W. Bush                     |
|     | Les Brownlee quyền        | 10/5/2003 – 18/11/2004   | George W. Bush                     |
|     | Francis J. Harvey         | 19/11/2004 – 09/3/2007   | George W. Bush                     |
|     | Pete Geren                | 09/3/2007 – 21/9/2009    | George W. Bush, Barack Obama       |
|     | John M. McHugh            | 21/9/2009 – 01/11/2015   | Barack Obama                       |
|     | Eric Fanning quyền        | 03/11/2015 – 11/01/2016  | Barack Obama                       |
|     | Patrick Murphy quyền      | 11/01/2016 – 17/5/2016   | Barack Obama                       |
|     | Eric Fanning              | 17/5/2016 – 20/01/2017   | Barack Obama                       |
|     | Robert Speer quyền        | 20/01/2017 – 02/8/2017   | Donald Trump                       |
|     | Ryan McCarthy Quyền       | 02/8/ 2017 – 20/11/2017  | Donald Trump                       |
|     | Mark Esper                | 20/11/2017 – 24/5/2019   | Donald Trump                       |
|     | Ryan McCarthy Quyền       | 24/05/2019 - Đương nhiệm | Donald Trump                       |